# هاياتو أوكادا
هاياتو أوكادا (باليابانية: 奥田 勇斗) (مواليد 21 أبريل 2001) هو لاعب كرة قدم ياباني.

## وصلات خارجية
- هاياتو أوكادا على موقع رابطة كرة القدم اليابانية للمحترفين (اليابانية)
- هاياتو أوكادا على موقع قاعدة بيانات كرة القدم.إي يو (الإنجليزية)
- هاياتو أوكادا على موقع Soccerway.com (الإنجليزية)
- هاياتو أوكادا على موقع عالم كرة القدم.نت (الإنجليزية)